# Annie Holland
Annabel "Annie" Holland (Londres, 26 de agosto de 1965) es una música conocida por haber sido bajista de la banda de britpop Elastica.
La más tranquila y quizás más enigmática del grupo[cita requerida], a Holland le crearon una canción en su honor. "Annie" estuvo escrita por Donna Matthews y su amigo Jane Oliver, quienes visitaban a Holland en Brighton.
Holland dejó la banda después del Féile Festival el 6 de agosto de 1995. A pesar de que tuvo algunas discusiones públicas con sus compañeras de banda, Holland dejó el grupo debido a que sufría repetitivas heridas por tendinitis. Elástica venía girando por más de un año y se les habían agregado más conciertos, por lo cual Annie decidió que era demasiado. Holland se reencontró con Elástica en 1999 y quedó como miembro hasta la disolución de la banda en 2001.